# Sylvania (Alabama)
Pour les articles homonymes, voir Sylvania.
Sylvania est une municipalité américaine située dans le comté de DeKalb en Alabama.
Selon le recensement de 2010, sa population est de 1 837 habitants. La municipalité s'étend sur 8,57 milles carrés (22,2 km2).
La ville doit son nom à l'un de ses premiers habitants, Jim Duncan, originaire de Sylvania en Géorgie. Elle devient une municipalité en 1967.

## Démographie
| 1970 | 1980  | 1990 | 2000  | 2010  | - |
| ---- | ----- | ---- | ----- | ----- | - |
| 476  | 1 156 | 932  | 1 186 | 1 837 | - |